# Yannis Philippakis
Yannis Philippakis, nascido a 23 de Abril de 1986, é o vocalista de uma banda de indie chamada Foals. Yannis é de descendência Grega e Judia. Com apenas 5 anos de idade mudou-se da Grécia para Oxford, com a sua mãe. Estudou sempre em Oxford, apesar de passar as suas férias de Verão em Olimpo, em Cárpatos.
Ouviu Nirvana pela primeira vez quando tinha 12 anos e foi nessa altura que decidiu criar uma banda. Estudou Literatura Inglesa no St John’s College (onde conheceu os restantes membros da banda Foals), em Oxford, de onde veio a desistir um ano após ter iniciado para integrar no mundo da música. O facto de ter abandonado a escola desapontou o seu pai, contudo este teve sempre ao seu lado, chegando mesmo a comprar a primeira guitarra ao Yannis.
Foi entrevistado pela BBC 6 hub, onde expressou o seu desejo de escrever o 'Ballet with beats'. Veio também a ser entrevistado, a 24 de Janeiro de 2008, no Series 21 of BBC’s.

## Discografia
- Antidotes (2008)
- Total Life Forever (2010)
- Holy Fire (2013)
- What Went Down (2015)
- Part 1. Everything Not Saved Will Be Lost (2019)
- Part 2. Everything Not Saved Will Be Lost (2019)